# 去甲二氢愈创木酸
去甲二氢愈创木酸（英語：Nordihydroguaiaretic acid，NDGA）是一种木脂素，是发现于三齿拉雷亚灌木（学名：Larrea tridentata）的天然化合物，化学式为	C18H22O4。

## 医学性质
NDGA作为一种木脂素，是植物雌激素的一种。虽然人们普遍认为木脂素本身对人体无生物活性，只有经肠道菌群从木脂素中产生的肠木脂素、肠二醇和肠内酯才具备生物活性。NDGA在体外研究和动物研究中体现出抗氧化性质。其对花生四烯酸5-脂氧合酶（ALOX5）是一种氧化还原型抑制剂。
在1986年，有一项实验给母蚊子喂食NDGA，来探究NDGA对蚊子平均寿命的影响。结果显示喂食NDGA的蚊子平均寿命为45天，相比于一般蚊子29天的平均寿命，延长了近一半。2008年一项报告显示NDGA能延长雄性小鼠的寿命，但对雌性小鼠无效。
三齿拉雷亚灌木作为一种草药一直存在争议，NDGA具有抗氧化性，在20世纪50年代曾被作为食品和天然纤维的防腐剂，在20世纪60年代因为有报道称其长期使用会有肝肾毒性而导致被禁止用于食物防腐剂。